# Trà Lân (phủ)

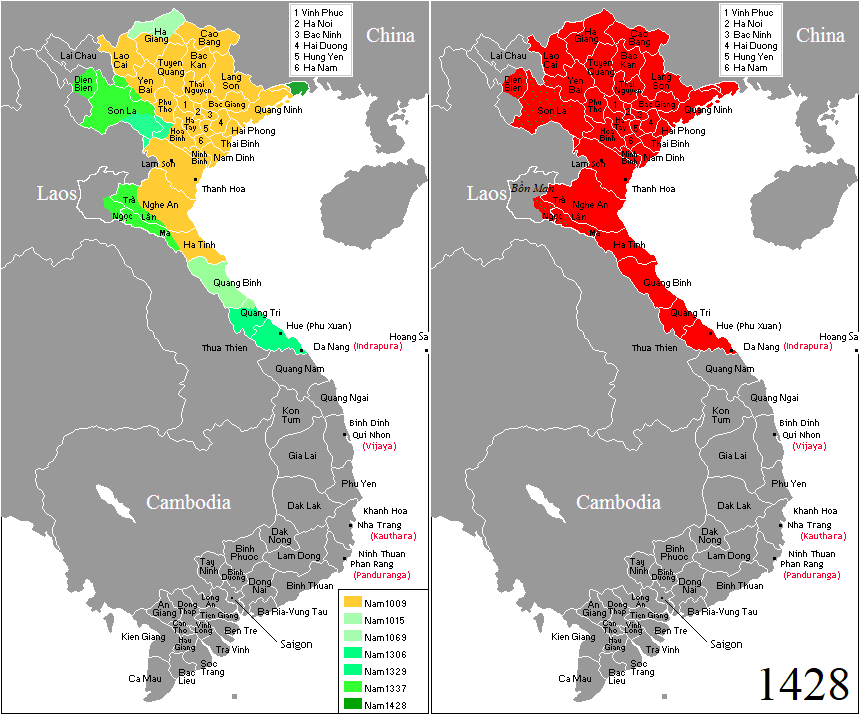
Lãnh thổ Việt Nam thời cuối nhà Trần đến đầu nhà Lê sơ (1334-1428). Phủ Trà Lân được sáp nhập vào Đại Việt từ cuộc chinh phạt Ai Lao năm 1334-1336 của vua Trần Minh Tông.

Phủ Trà Lân là một trong 8 phủ của xứ Nghệ An, thời Hậu Lê, quản lý vùng đất phía tây bắc xứ Nghệ. Thủ phủ là thành Trà Lân- nơi diễn ra trận chiến Trà Lân trong cuộc Khởi nghĩa Lam Sơn.
- Lúc bấy giờ, năm 1490, niên hiệu Hồng Đức thứ 21, đời vua Lê Thánh Tông, phủ Trà Lân quản lĩnh 4 huyện:

- Kỳ Sơn,
- Tương Dương,
- Vĩnh Khang
- Hội Ninh;

- Năm Minh Mạng thứ 2 (năm 1822), nhà Nguyễn đổi tên phủ Trà Lân thành phủ Tương Dương quản lý 4 huyện:

- Tương Dương,
- Vĩnh Hoà,
- Hội Nguyên,
- Kỳ Sơn.

Ngày nay, phủ Trà Lân là vùng đất bao gồm các huyện sau:
- Kỳ Sơn,
- Tương Dương,
- Con Cuông.

và phần đất phía tây của 2 huyện Anh Sơn và Tân Kỳ.